# Campionato Paulista 1958
Il Campionato Paulista 1958 è stata la 57ª edizione della massima serie calcistica dello stato di San Paolo, organizzata dalla Federaçao Paulista de Futebol. Il torneo è iniziato il25 maggio 1958 e si è concluso il 20 dicembre 1958 con la vittoria del Santos, al suo quarto titolo statale.
Per il secondo anno consecutivo il capocannoniere del torneo è stato Pelé, con 58 marcature.

## Stagione

### Novità
A sostituire Linense, retrocesso in Paulista A2 nella stagione precedente, vi è la neopromossa América-SP.

### Aggiornamenti
Dopo soli quattro anni di vita l'Associação Atlética São Bento, nato dalla fusione di Comercial Futebol Clube e São Caetano Esporte Clube, si disciolse nuovamente nelle due società originarie. Il Comercial ne ereditò il posto nel Campionato Paulista 1958.

### Formula
Il campionato si disputò in un girone unico con partite di andata e ritorno.

## Squadre partecipanti
| Club                  | Città                 |
| --------------------- | --------------------- |
| América-SP            | São José do Rio Preto |
| Botafogo-SP           | Ribeirão Preto        |
| Comercial (San Paolo) | San Paolo             |
| Corinthians           | San Paolo             |
| Ferroviária           | Araraquara            |
| Guarani               | Campinas              |
| Jabaquara             | Santos                |
| Juventus-SP           | San Paolo             |
| Nacional-SP           | San Paolo             |
| Noroeste              | Bauru                 |
| Palmeiras             | San Paolo             |
| Ponte Preta           | Campinas              |
| Portuguesa            | San Paolo             |
| Portuguesa Santista   | Santos                |
| San Paolo             | San Paolo             |
| Santos                | Santos                |
| Taubaté               | Taubaté               |
| Ypiranga-SP           | San Paolo             |
| XV de Jaú             | Jaú                   |
| XV de Piracicaba      | Piracicaba            |

## Classifica finale
|                      | Pos. | Squadra               | Pt | G  | V  | N  | P  | GF  | GS  | DR   |
| -------------------- | ---- | --------------------- | -- | -- | -- | -- | -- | --- | --- | ---- |
| San Paolo (bandiera) | 1.   | Santos                | 64 | 38 | 29 | 6  | 3  | 143 | 40  | +103 |
|                      | 2.   | San Paolo             | 60 | 38 | 25 | 10 | 3  | 93  | 39  | +54  |
|                      | 3.   | Corinthians           | 56 | 38 | 24 | 8  | 6  | 93  | 50  | +43  |
|                      | 4.   | Palmeiras             | 52 | 38 | 22 | 8  | 8  | 82  | 47  | +35  |
|                      | 5.   | XV de Piracicaba      | 46 | 38 | 17 | 12 | 9  | 66  | 58  | +8   |
|                      | 6.   | Portuguesa            | 45 | 38 | 19 | 7  | 12 | 96  | 69  | +27  |
|                      | 7.   | Noroeste              | 40 | 38 | 15 | 10 | 13 | 66  | 63  | +3   |
|                      | 8.   | Botafogo-SP           | 39 | 38 | 17 | 5  | 16 | 70  | 53  | +17  |
|                      | 9.   | Nacional-SP           | 36 | 38 | 14 | 8  | 16 | 65  | 79  | -14  |
|                      | 10.  | Taubaté               | 36 | 38 | 15 | 6  | 17 | 58  | 59  | -1   |
|                      | 11.  | Portuguesa Santista   | 35 | 38 | 14 | 7  | 17 | 67  | 68  | -1   |
|                      | 12.  | Ferroviária           | 35 | 38 | 13 | 9  | 16 | 59  | 57  | +2   |
|                      | 13.  | América-SP            | 33 | 38 | 12 | 9  | 17 | 47  | 58  | -11  |
|                      | 14.  | Guarani               | 31 | 38 | 12 | 7  | 19 | 53  | 94  | -41  |
|                      | 15.  | Ponte Preta           | 31 | 38 | 12 | 7  | 19 | 48  | 77  | -29  |
|                      | 16.  | Juventus-SP           | 31 | 38 | 11 | 9  | 18 | 54  | 84  | -30  |
|                      | 17.  | Comercial (San Paolo) | 28 | 38 | 8  | 12 | 18 | 44  | 74  | -30  |
|                      | 18.  | XV de Jaú             | 23 | 38 | 8  | 7  | 23 | 42  | 76  | -34  |
|                      | 19.  | Jabaquara             | 21 | 38 | 7  | 7  | 24 | 45  | 84  | -39  |
|                      | 20.  | Ypiranga-SP           | 18 | 38 | 4  | 10 | 24 | 38  | 100 | -62  |

Legenda:

      Campione dello Stato di San Paolo

      Retrocessa in Campionato Paulista A2 1959
Regolamento:

Due punti a vittoria, uno a pareggio, zero a sconfitta.

## Risultati
Ogni riga indica i risultati casalinghi della squadra segnata a inizio della riga, contro le squadre segnate colonna per colonna (che invece avranno giocato l'incontro in trasferta). Al contrario, leggendo la colonna di una squadra si avranno i risultati ottenuti dalla stessa in trasferta, contro le squadre segnate in ogni riga, che invece avranno giocato l'incontro in casa.
Alcune gare sono state giocate sia all'andata che al ritorno nello stesso stadio, ma il tabellone dei risultati riporta questi ultimi come se le partite si fossero giocate in casa e in trasferta, per una migliore comprensione. Ne sono un esempio le sfide tra Corinthians e Comercial, giocate entrambe in casa del Corinthians.
|                       | AME  | BOT  | COM  | COR  | FER  | GUA  | JAB  | JUV  | NAC  | NOR  | PAL  | PPR  | PTG  | PSA  | SPA  | SAN  | TAU  | YPI  | XVJ  | XVP  |
| --------------------- | ---- | ---- | ---- | ---- | ---- | ---- | ---- | ---- | ---- | ---- | ---- | ---- | ---- | ---- | ---- | ---- | ---- | ---- | ---- | ---- |
| América-SP            | –––– | 3-1  | 1-2  | 2-4  | 2-0  | 3-0  | 4-1  | 1-0  | 1-2  | 3-1  | 1-0  | 1-1  | 2-1  | 1-1  | 0-2  | 0-0  | 1-0  | 1-0  | 2-1  | 1-1  |
| Botafogo-SP           | 4-0  | –––– | 4-2  | 3-3  | 2-1  | 4-3  | 1-0  | 2-1  | 1-2  | 1-0  | 1-0  | 5-1  | 3-0  | 5-1  | 2-1  | 2-2  | 0-1  | 4-0  | 3-0  | 5-1  |
| Comercial (San Paolo) | 0-0  | 1-1  | –––– | 0-1  | 0-0  | 0-2  | 2-0  | 2-4  | 2-0  | 0-2  | 3-1  | 0-2  | 1-1  | 2-2  | 1-1  | 1-1  | 1-0  | 2-2  | 3-1  | 1-4  |
| Corinthians           | 3-1  | 2-1  | 2-2  | –––– | 1-0  | 8-1  | 1-0  | 5-3  | 4-0  | 4-0  | 1-2  | 6-3  | 4-2  | 4-0  | 2-0  | 0-1  | 0-0  | 3-1  | 3-1  | 2-0  |
| Ferroviária           | 1-0  | 1-2  | 4-1  | 2-3  | –––– | 1-1  | 1-1  | 1-1  | 4-0  | 0-0  | 0-2  | 3-0  | 1-1  | 2-0  | 2-4  | 2-1  | 3-0  | 3-0  | 4-2  | 1-2  |
| Guarani               | 1-0  | 1-0  | 1-1  | 0-1  | 5-2  | –––– | 5-1  | 1-0  | 2-1  | 4-1  | 4-2  | 2-2  | 2-8  | 1-1  | 0-1  | 1-7  | 2-1  | 1-1  | 2-4  | 1-1  |
| Jabaquara             | 0-0  | 0-0  | 0-1  | 1-1  | 1-2  | 1-4  | –––– | 1-2  | 4-1  | 1-1  | 0-2  | 2-0  | 4-1  | 2-0  | 1-2  | 2-6  | 1-0  | 1-1  | 2-1  | 1-2  |
| Juventus-SP           | 0-2  | 1-0  | 3-2  | 1-1  | 1-1  | 1-0  | 3-2  | –––– | 3-2  | 3-1  | 1-1  | 1-2  | 3-2  | 1-1  | 2-4  | 0-2  | 2-2  | 2-0  | 1-2  | 1-0  |
| Nacional-SP           | 1-1  | 2-1  | 1-2  | 2-2  | 1-0  | 2-0  | 4-0  | 3-1  | –––– | 3-1  | 2-4  | 3-0  | 4-2  | 1-0  | 1-1  | 3-4  | 4-2  | 4-2  | 0-2  | 1-1  |
| Noroeste              | 3-1  | 3-0  | 1-0  | 2-5  | 3-2  | 3-1  | 3-1  | 6-1  | 2-0  | –––– | 1-1  | 3-0  | 1-1  | 3-2  | 1-3  | 1-0  | 2-2  | 3-0  | 6-0  | 3-3  |
| Palmeiras             | 4-1  | 4-3  | 4-2  | 4-0  | 3-2  | 6-0  | 2-0  | 5-2  | 3-1  | 1-0  | –––– | 2-1  | 2-0  | 4-2  | 2-2  | 0-1  | 1-1  | 2-0  | 2-0  | 1-1  |
| Ponte Preta           | 1-1  | 1-0  | 1-1  | 1-4  | 1-2  | 4-1  | 1-0  | 2-1  | 1-1  | 0-0  | 2-1  | –––– | 2-6  | 1-3  | 1-3  | 1-2  | 2-3  | 3-0  | 1-0  | 0-0  |
| Portuguesa            | 1-0  | 2-1  | 2-1  | 1-3  | 5-0  | 3-1  | 2-0  | 3-1  | 2-1  | 6-1  | 2-1  | 6-0  | –––– | 3-2  | 1-3  | 1-1  | 3-1  | 6-1  | 4-1  | 1-1  |
| Portuguesa Santista   | 4-1  | 3-2  | 5-0  | 3-0  | 1-2  | 3-0  | 5-1  | 2-2  | 4-2  | 2-1  | 1-2  | 2-3  | 2-0  | –––– | 1-1  | 1-6  | 2-1  | 1-0  | 2-1  | 1-1  |
| San Paolo             | 3-1  | 3-2  | 4-1  | 1-1  | 2-1  | 6-0  | 4-1  | 2-0  | 3-2  | 1-1  | 1-1  | 1-1  | 5-1  | 3-2  | –––– | 2-2  | 2-0  | 3-0  | 3-0  | 4-0  |
| Santos                | 3-1  | 4-0  | 9-1  | 6-1  | 4-3  | 8-1  | 7-3  | 7-1  | 10-0 | 3-0  | 2-1  | 4-0  | 4-3  | 2-1  | 1-0  | –––– | 3-0  | 8-1  | 5-2  | 6-0  |
| Taubaté               | 3-1  | 1-0  | 2-1  | 2-1  | 2-1  | 3-0  | 4-1  | 5-0  | 1-2  | 5-2  | 2-2  | 2-0  | 2-2  | 2-2  | 1-2  | 3-2  | –––– | 0-0  | 1-0  | 1-2  |
| Ypiranga-SP           | 3-2  | 0-3  | 2-0  | 0-2  | 1-2  | 1-1  | 3-3  | 2-3  | 3-5  | 0-0  | 2-4  | 1-1  | 2-5  | 1-1  | 1-5  | 1-4  | 2-1  | –––– | 0-0  | 1-0  |
| XV de Jaú             | 2-2  | 0-0  | 1-1  | 0-4  | 0-2  | 0-1  | 1-3  | 2-1  | 1-1  | 1-1  | 0-1  | 2-4  | 2-3  | 1-0  | 0-3  | 0-0  | 5-1  | 5-2  | –––– | 1-0  |
| XV de Piracicaba      | 3-2  | 2-1  | 2-1  | 1-1  | 1-0  | 2-0  | 4-2  | 5-0  | 2-0  | 2-3  | 2-2  | 2-1  | 3-3  | 3-1  | 2-2  | 0-5  | 2-0  | 6-1  | 2-0  | –––– |